# Ptinella limbata
Ptinella limbata är en skalbaggsart som först beskrevs av Oswald Heer 1841.  Ptinella limbata ingår i släktet Ptinella, och familjen fjädervingar. Arten är reproducerande i Sverige.

## Bildgalleri

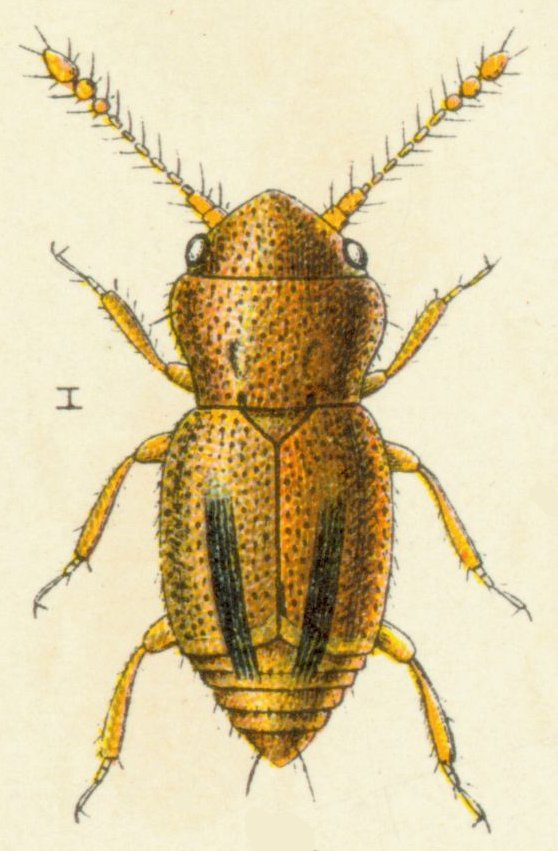